# Développement durable croate
Développement durable croate (Održivi razvoj Hrvatske en croate), abrégé en ORaH (Orah signifiant « noix » en croate) est un parti écologiste croate de gauche.

## Histoire
Fondé en 2013, son leader est une ancienne ministre de la Protection environnementale et de la Nature du Parti social-démocrate de Croatie, la députée Mirela Holy. Lors des élections européennes de 2014, le parti mené par sa fondatrice et présidente remporte un siège de député européen, que Mirela Holy cède immédiatement à Davor Škrlec.
En novembre 2014, le parti devient observateur au sein du Parti vert européen.
En février 2016, Mirela Holy quitte le parti pour raison personnelle. Trois mois plus tard, Davor Škrlec quitte à son tour le parti.

## Présidence
- Mirela Holy (2013-2016)
- Luka Keller (depuis 2016)

## Résultats électoraux

### Élections législatives
| Année | Voix | Mandats | Rang |
| ----- | ---- | ------- | ---- |
| 2015  | 1,7  | 0 / 151 | 8e   |
| 2016  |      |         |      |

### Élections européennes
| Année | Voix | Mandats | Rang | Tête de liste | Groupe    |
| ----- | ---- | ------- | ---- | ------------- | --------- |
| 2014  | 9,4  | 1 / 11  | 3e   | Mirela Holy   | Verts/ALE |